# Luna/Chissà se mi ritroverai
Luna è un singolo del cantautore italiano Gianni Togni, pubblicato nel 1980.
Durante l'estate di quell'anno il brano ha raggiunto la prima posizione in hit parade, risultando il quarto singolo più venduto del 1980.
(Davide Pezzi)
La canzone, composta dallo stesso Togni insieme a Guido Morra, fa parte del suo secondo LP, pubblicato nello stesso anno, intitolato ...e in quel momento, entrando in un teatro vuoto, un pomeriggio vestito di bianco, mi tolgo la giacca, accendo le luci e sul palco m'invento....

## Luna
Secondo Gianfranco Giacomo D'Amato Luna era nata con il titolo di Anna. Quando il pezzo era già pronto, poco prima di inciderlo, di fronte all'alba di una mattina milanese in cui le prime luci si affiancavano alla luna che stava per sparire, Gianni Togni ebbe l'intuizione che portò al nome finale. Il produttore Giancarlo Lucariello riferisce che  il brano nasce dall'unione di due canzoni: una intitolata "Anna" e l’altra "Guardo il mondo", unite dall’arrangiatore Maurizio Fabrizio. Il brano sarebbe ispirato dalle frasi sconnesse urlate da un barbone che Togni vedeva abitualmente prendendo la metropolitana.
Nel 2020 partecipa al concorso radiofonico I Love My Radio, a cui hanno preso parte in totale 45 canzoni.

## Tracce
7" Single CGD 10212)
1. Luna
2. Chissà se mi ritroverai

## Classifiche
| Classifica (1980) | Posizione |
| ----------------- | --------- |
| Italia            | 1         |
| Svizzera          | 4         |

| Classifica annuale | Posizione |
| ------------------ | --------- |
| Italia             | 4         |

## Luna di Jovanotti
Il 19 luglio 2019 Jovanotti, per celebrare il cinquantesimo anniversario dello sbarco sulla luna, ha pubblicato a sorpresa la cover del brano.
Gianni Togni dice della cover: "Mi è piaciuto molto l’arrangiamento minimalista, quanto intelligente, di Rick Rubin, che sposa perfettamente l’interpretazione sicura e senza troppi fronzoli di Jovanotti".